# 1045 Michela
1045 Michela là một tiểu hành tinh vành đai chính. Nó được phát hiện bởi George Van Biesbroeck ngày 19 tháng 11 năm 1924. Tên ban đầu của nó là 1924 TR. Nó được đặt theo tên vợ của người phát hiện, Micheline van Biesbroeck.